# Železničář (socha)
Železničář (též Posunovač či Výhybkář) je socha ve vstupní hale hlavního nádraží v Plzni. Vedle schodiště tvoří dvojici se sochou Kovodělníka. Socha z patinované sádry pochází z roku 1956. Autory sochy jsou Václav (Vjačeslav) Irmanov a Karel Čermák.